# Monocerotesa trichroma
Monocerotesa trichroma är en fjärilsart som beskrevs av Eugen Wehrli 1937. Monocerotesa trichroma ingår i släktet Monocerotesa och familjen mätare. Inga underarter finns listade i Catalogue of Life.